# Doodle Jump
Doodle Jump là trò chơi điện tử được phát triển và phát hành bởi Lima Sky. Phát hành lần đầu trên toàn thế giới trên nền iOS vào ngày 6 tháng 4 năm 2009, trò chơi này còn được phát triển trên các nền tảng khác như Windows Phone, BlackBerry, Android và Nokia. Trò chơi này được lấy cảm hứng từ PapiJump của SunFlat. Nhận được nhiều lời khen ngợi từ khi ra mắt, Doodle Jump đã bán được tổng cộng khoảng 5 triệu bản trên toàn thế giới vào ngày 24 tháng 6 năm 2010.

## Cách chơi

Một cảnh trong trò chơi

Trong trò chơi, người chơi sẽ điều khiển một sinh vật 4 chân có tên là "The Doodlers" nhảy lên những cái thềm để lên đến một độ cao cao nhất có thể. Nếu Doodler bị rơi xuống hết phần màn hình thì cuộc chơi kết thúc. Người chơi có thể nâng cao tốc độ của Doodler bằng cách "lấy" những vật dụng ở trên những cái thềm như mũ có cánh quạt hay tên lửa. Ngoài ra còn có UFO mà Doodler phải tránh, bắn, hoặc nhảy lên trên đầu. Nếu chạm vào các vật thể đó, Doodler sẽ bị choáng, rơi xuống và phải chơi lại từ đầu. Bên cạnh đó còn một số trở ngại như hố đen hoặc đám mây có thể hút Doodle vào trong đó.
Doodle Jump được thiết kế không có giới hạn. Người chơi sẽ cố gắng điều khiển Doodler nhảy lên những bục lên đến một độ cao cao nhất có thể. Càng ngày cuộc chơi sẽ càng khó khăn với những bục có thể di chuyển hoặc sẽ bị biến mất trong một khoảng thời gian ngắn. Sau khi cuộc chơi kết thúc, điểm cao của người chơi sẽ được ghi nhận. Người chơi có thể gửi điểm cao của mình lên trang web bảng xếp hạng của Doodle Jump.

## Đón nhận
Doodle Jump nói chung được giới người chơi và giới đánh giá yêu thích, trong đó TouchGen nói rằng trò chơi rất vui và đề cao âm thanh lẫn đồ họa của trò chơi. Người hâm mộ nói rằng trò chơi này rất dễ nghiện vì sự đơn giản của nó; và trên các diễn đàn, họ đều cho rằng Doodle Jump là một trong những trò chơi hay nhất trên điện thoại thông minh, bên cạnh một trò chơi đầy thành công khác là Angry Birds.

## Biến thể
Có tổng cộng 9 biến thể của trò chơi mà người chơi có thể lựa chọn.
- Bản gốc: Nền trắng và các nhân vật với diện mạo chính.
- Giáng sinh ("Christmas"): biến thể thứ nhất dựa trên lễ Giáng sinh, với nền tuyết, Doodler mặc bộ đồ Santa Claus và bắn ra những quả cầu tuyết.
- Lễ hội ma 1 ("Halloween 1"): dựa trên lễ hội ma nổi tiếng, với nền ở nghĩa địa.
- Cuộc đi săn ("Safari"): nền là rừng xanh và những con quái vật trong trò chơi trông giống các loài động vật. Doodler mang một bộ đồ đi săn.
- Không gian ("Space"): Nền là những vì sao và hành tinh, với Doodler mặc một bộ đồ du hành vũ trụ.
- Bóng đá ("Soccer"): Nền là sân bóng và Doodler mặc một bộ đồ của trọng tài.
- Đại dương ("Ocean"): Nền ở trong lòng đại dương với Doodler mặc một bộ đồ lặn.
- Lễ hội ma 2 ("Halloween 2"): Một lần nữa dựa theo lễ hội ma, với nền màu tối và mạng nhện; Doodler trông như con quái vật của Frankenstein.
- Lễ Phục sinh ("Easter"): Nền màu lam với những quả trứng đặc trưng của lễ Phục sinh và Doodler trông giống con thỏ của lễ Phục sinh.